# La strada dei miracoli
La strada dei miracoli è stato un programma televisivo italiano condotto da Safiria Leccese, andato in onda dal 14 aprile 2015 al 19 luglio 2016 su Rete 4.

## Descrizione
Il programma affrontava temi legati a presunti miracoli o guarigioni inspiegabili, luoghi e testimonianze di fede, ma anche fatti di cronaca e attualità dando rilievo all'agenda del Papa e non avendo la fede come un assunto. La conduttrice Safiria Leccese era coadiuvata dagli ospiti fissi don Davide Banzato, Alessandro Cecchi Paone, Paolo Brosio, Silvana Giacobini, Massimo Polidoro. In ogni puntata c'era un ospite speciale per raccontare il suo lato spirituale inedito.
La sigla del programma corrisponde al motivo musicale del brano Another love del cantautore Tom Odell.

## Edizioni
| Edizione | Periodo                            | Puntate | Conduttrice     | Studio                                                         | Share | Telespettatori |
| -------- | ---------------------------------- | ------- | --------------- | -------------------------------------------------------------- | ----- | -------------- |
| 1        | dal 14 aprile al 2 giugno 2015     | 8       | Safiria Leccese | Studio 14 del Centro di produzione Mediaset di Cologno Monzese | 5,88% | 1.208.000      |
| 2        | dal 13 ottobre al 15 dicembre 2015 | 10      | Safiria Leccese | Studio 10 del Centro di produzione Mediaset di Cologno Monzese | 5,41% | 1.093.875      |
| 3        | dal 19 gennaio al 4 marzo 2016     | 10      | Safiria Leccese | Studio 10 del Centro di produzione Mediaset di Cologno Monzese | 4,69% | 975.500        |
| 4        | dal 21 giugno al 19 luglio 2016    | 4       | Safiria Leccese | Studio 10 del Centro di produzione Mediaset di Cologno Monzese | 4,29% | 744.333        |

### Prima edizione (primavera 2015)
Nella prima stagione del programma è stato ospite fisso - tranne l'ultima puntata - don Davide Banzato e dalla quarta puntata in poi Alessandro Cecchi Paone anche lui divenuto ospite fisso, preceduto in singole puntate da Paolo Limiti, Alessandro Meluzzi, Paolo Crepet, Luca Giurato, Alba Parietti, Katia Ricciarelli. Durante il programma sono intervenuti: Pippo Franco, Paolo Brosio, Claudia Koll, suor Cristina Scuccia, Annalisa Minetti, Giusy Versace, Massimo Boldi, testimoni di miracoli di cui molti approvati dalla Chiesa e interventi in collegamento di vescovi come Crescenzio Sepe, Georg Gänswein, Giovanni D'Ercole, Guillermo Karcher e altri esponenti della Santa Sede tra i quali il fotografo dei papi Arturo Mari.

### Seconda edizione (autunno 2015)
Alla presentazione dei palinsesti Mediaset il 1º luglio 2015, viene confermata la seconda edizione, condotta da Safiria Leccese con ospiti don Davide Banzato, Alessandro Cecchi Paone e Paolo Brosio. Nella seconda stagione sono intervenuti durante il programma: Alfonso Signorini, Pippo Baudo, Giovanni D'Ercole, Fortunato Di Noto, Carmelo Abbate, Enrica Bonaccorti, Silvana Giacobini, Rita Pavone, Gianluigi Nuzzi, Andrea Bocelli, Veronica Berti, Orietta Berti, Chiara Amirante. La seconda edizione, che inizialmente doveva concludersi il 1º dicembre 2015, è stata invece prolungata con due puntate speciali intitolate Aspettando il Natale in onda l'8 dicembre 2015 sul Giubileo e la Festa dell'Immacolata concezione, il 15 dicembre 2015 sui testimoni di fede con ospite Chiara Amirante.

### Terza edizione (inverno 2016)
Nell'ottava puntata della seconda edizione andata in onda il 1º dicembre 2015, è stata annunciata la terza stagione cominciata il 19 gennaio 2016. Conduce Safiria Leccese coadiuvata dagli ospiti don Davide Banzato, Alessandro Cecchi Paone, Paolo Brosio. Nella terza stagione sono intervenuti durante il programma: Marcella Bella, Andrea Tornielli, Annalisa Minetti, Alessandro Meluzzi, Francesco Facchinetti. Come esponenti della Santa Sede c'è stato il contributo del Segretario di Stato del Vaticano Pietro Parolin.

### Quarta edizione (estate 2016)
A giugno 2016 è iniziata una edizione estiva denominata Le storie con delle repliche riconfezionate avendo sempre come conduttrice Safiria Leccese e come ospiti fissi don Davide Banzato, Alessandro Cecchi Paone, Paolo Brosio.

## Puntate e ascolti

### Prima edizione (primavera 2015)
La prima edizione è composta da otto puntate ed è andata in onda dallo studio 14 di Cologno Monzese. Le puntate sono state rese disponibili in streaming sul sito Mediaset in un formato ridotto di 6 puntate.
| Puntata | Data           | Telespettatori | Share |
| ------- | -------------- | -------------- | ----- |
| 1       | 14 aprile 2015 | 1.326.000      | 6,34% |
| 2       | 21 aprile 2015 | 1.151.000      | 5,61% |
| 3       | 28 aprile 2015 | 1.302.000      | 6,13% |
| 4       | 5 maggio 2015  | 1.284.000      | 5,86% |
| 5       | 12 maggio 2015 | 1.101.000      | 5,34% |
| 6       | 19 maggio 2015 | 1.176.000      | 5,75% |
| 7       | 26 maggio 2015 | 1.295.000      | 6,41% |
| 8       | 2 giugno 2015  | 1.036.000      | 5,66% |
| #       | Media auditel  | 1.208.000      | 5,88% |

  Massimo
  Minimo

### Seconda edizione (autunno 2015)
Il programma è stato confermato nel palinsesto autunnale di Rete 4, con partenza martedì 13 ottobre, in diretta dallo studio 10 di Cologno Monzese. La nuova edizione ha come opinionisti fissi Davide Banzato, Alessandro Cecchi Paone e Paolo Brosio, più l'attivazione di canali di partecipazione tramite social network.
La seconda stagione, che inizialmente doveva concludersi il 1º dicembre, è stata prolungata con due puntate speciali l'8 e il 15 dicembre.
| Puntata | Data             | Telespettatori | Share |
| ------- | ---------------- | -------------- | ----- |
| 1       | 13 ottobre 2015  | 1.329.000      | 6,51% |
| 2       | 20 ottobre 2015  | 975.000        | 4,76% |
| 3       | 27 ottobre 2015  | 767.000        | 4,02% |
| 4       | 3 novembre 2015  | 859.000        | 4,23% |
| 5       | 10 novembre 2015 | 1.038.000      | 5,19% |
| 6       | 17 novembre 2015 | 1.202.000      | 5,90% |
| 7       | 24 novembre 2015 | 1.262.000      | 6,07% |
| 8       | 1º dicembre 2015 | 1.319.000      | 6,65% |
| 9       | 8 dicembre 2015  | 830.000        | 4,01% |
| 10      | 15 dicembre 2015 | 898.000        | 4,38% |
| #       | Media auditel    | 1.047.000      | 5,41% |

  Massimo
  Minimo

### Terza edizione (inverno 2016)
La terza edizione è composta da dieci puntate in onda dallo studio 10 di Cologno Monzese.
| Puntata | Data             | Telespettatori | Share |
| ------- | ---------------- | -------------- | ----- |
| 1       | 19 gennaio 2016  | 1.087.000      | 5,20% |
| 2       | 26 gennaio 2016  | 1.007.000      | 4,81% |
| 3       | 2 febbraio 2016  | 1.062.000      | 4,84% |
| 4       | 9 febbraio 2016  | 775.000        | 3,35% |
| 5       | 16 febbraio 2016 | 961.000        | 4,49% |
| 6       | 23 febbraio 2016 | 1.026.000      | 4,91% |
| 7       | 1º marzo 2016    | 1.023.000      | 5,03% |
| 8       | 8 marzo 2016     | 921.000        | 4,67% |
| 9       | 15 marzo 2016    | 1.118.000      | 5,60% |
| 10      | 24 marzo 2016    | 775.000        | 4,03% |
| #       | Media auditel    | 975.500        | 4,69% |

  Massimo
  Minimo

### Quarta edizione (estate 2016)
Il programma è stato riproposto in speciali estivi intitolati Le storie sempre con gli opinionisti fissi don Davide Banzato, Alessandro Cecchi Paone e Paolo Brosio.
La seconda puntata che inizialmente doveva andare in onda il 28 giugno 2016 è stata invece rimandata al 5 luglio per celebrare la morte di Bud Spencer.
| Puntata | Data           | Telespettatori | Share |
| ------- | -------------- | -------------- | ----- |
| 1       | 21 giugno 2016 | 692.000        | 3,56% |
| 2       | 5 luglio 2016  | 842.000        | 4,70% |
| 3       | 12 luglio 2016 | 699.000        | 4,64% |
| 4       | 19 luglio 2016 | 685.000        | 4,26% |
| #       | Media auditel  | 729.500        | 4,29% |

  Massimo
  Minimo

## Opere correlate
Piemme Edizioni ha pubblicato il libro omonimo:
- Safiria Leccese, La strada dei miracoli, Edizioni Piemme, Casale Monferrato (MI), 2015.

Il successo del programma è stato al centro di Tv Talk nel programma di Massimo Bernardini con diversi approfondimenti e con la serie Tv stalker.
A Rai2 Lucia Ocone a Quelli che il calcio ha seguito le diverse stagioni riproponendo la parodia del programma.